# 奧古斯塔縣 (維吉尼亞州)
奧古斯塔县（英語：Augusta County）是美国弗吉尼亚州北部的一個县，北界西維吉尼亞州，面積2,515平方公里。根據2020年美國人口普查，共有人口77,487人。縣治斯湯頓（Staunton）。該縣成立於1738年8月1日。縣名紀念英王喬治三世之母薩克森-哥達-阿爾滕堡的奧古絲塔。